# Königswalde
Königswalde (erzgebirgisch: Kinnesch’wall) ist eine Gemeinde im Erzgebirgskreis, Sachsen, Deutschland. Aufgrund der noch weitgehend vorhandenen Steinrücken als Flurgrenzen gilt Königswalde als ein markantes Waldhufendorf des Erzgebirges.

## Geografie

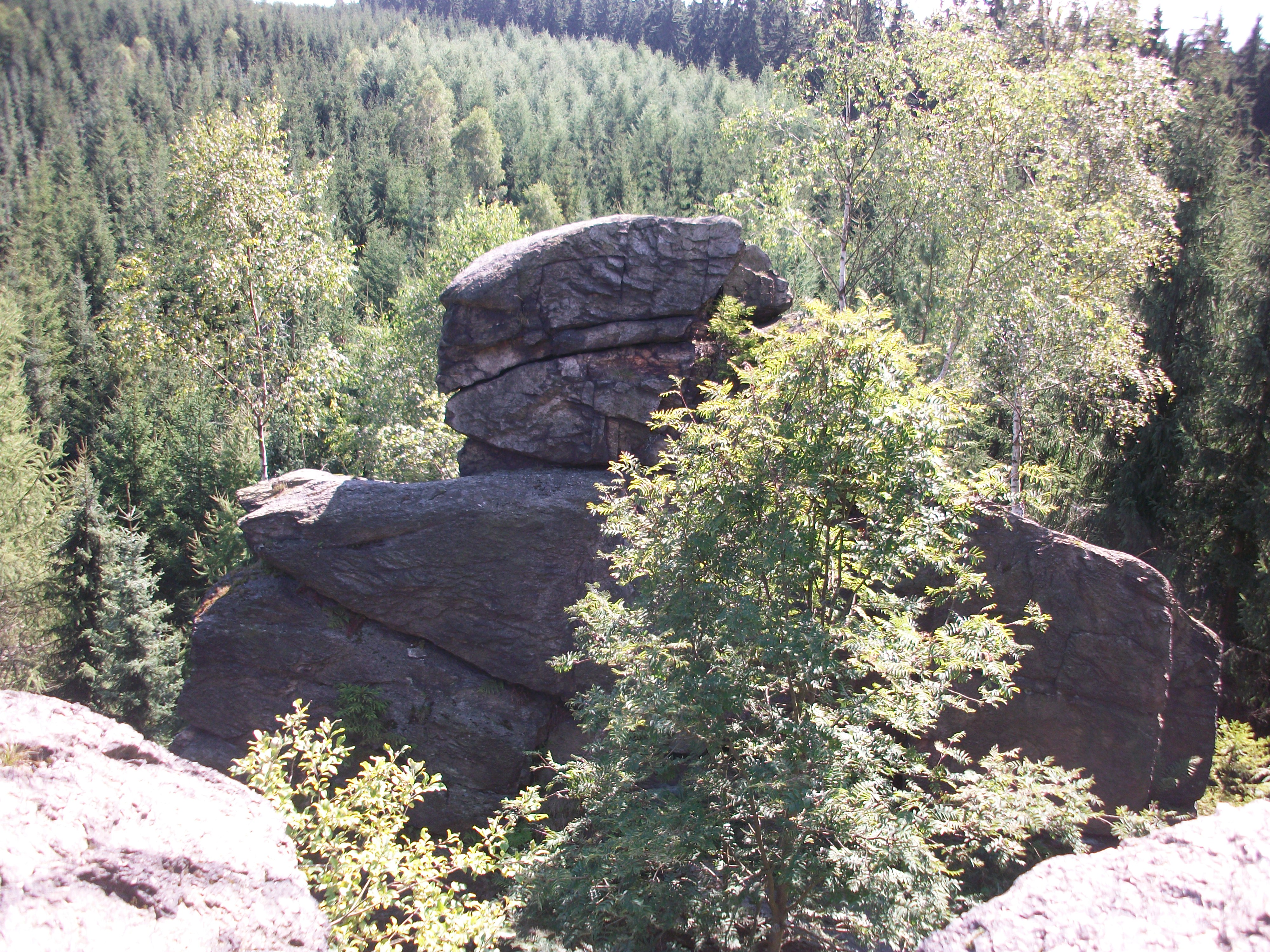
Königswalde, Zigeunerfelsen

Das Waldhufendorf Königswalde erstreckt sich in Nord-Süd-Richtung im Tal des Pöhlbachs. Höchster Punkt ist der Zigeunerfelsen mit 737 m im Tal des Conduppelbachs.

### Nachbargemeinden
Im Osten von Königswalde liegt Jöhstadt, im Süden grenzt der Ort an Vejprty (Weipert) in der Tschechischen Republik, im Südwesten an Bärenstein, im Westen an Sehmatal, im Nordwesten an Annaberg-Buchholz und im Norden und Nordosten an Mildenau.

### Gemeindegliederung
Neben dem Hauptort Königswalde gibt es noch den Ortsteil Brettmühle, der jedoch keinen offiziellen Ortsteilstatus besitzt.

## Geschichte

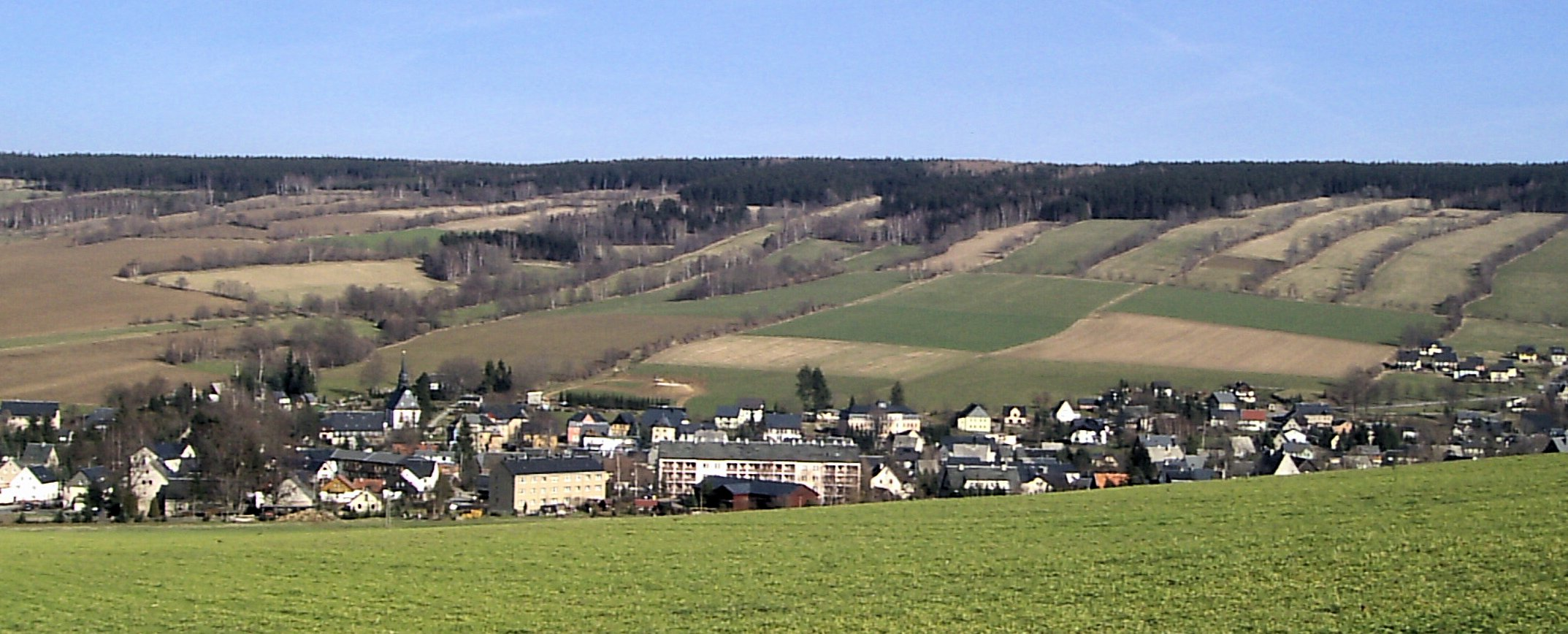
Blick von Westen auf das markante Waldhufendorf Königswalde

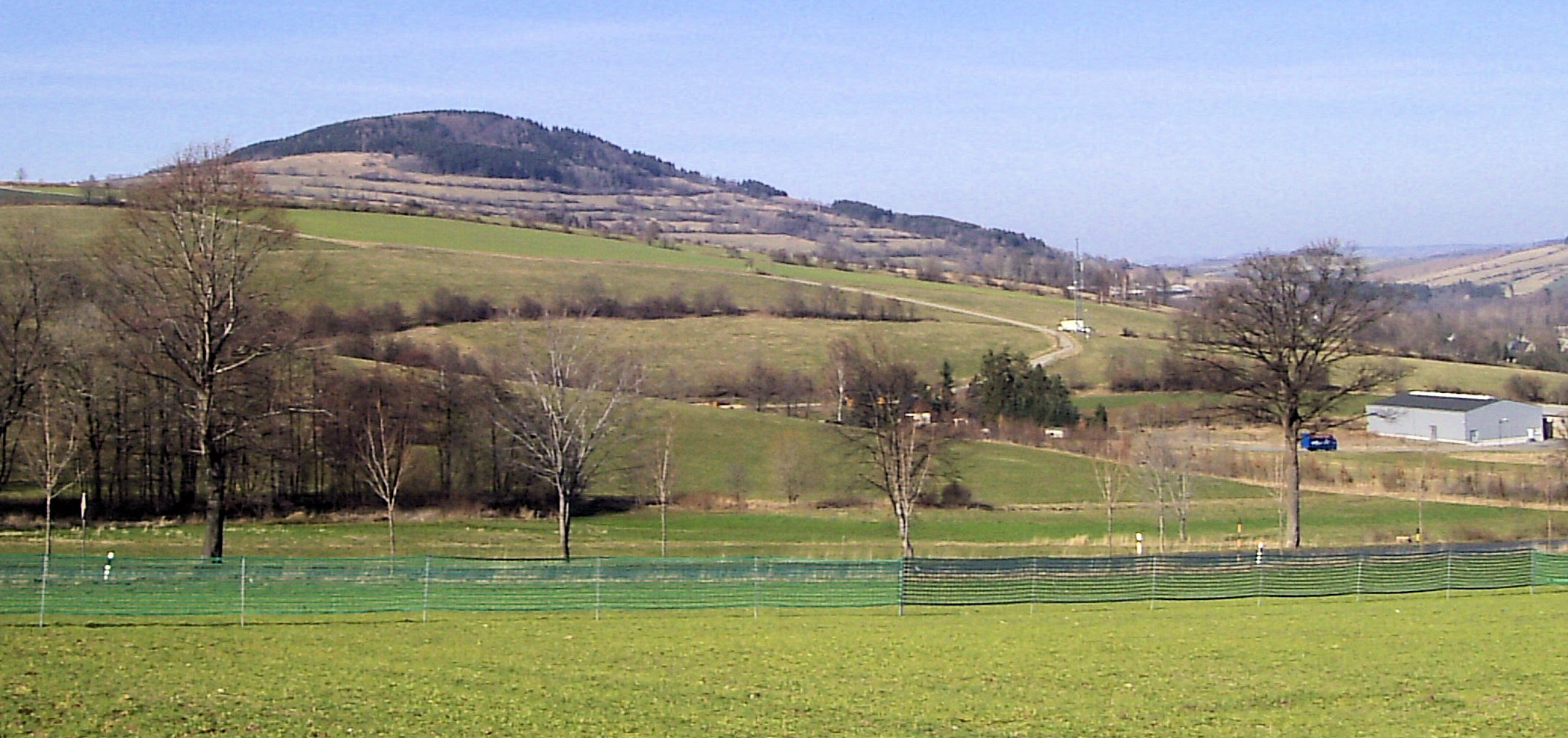
Blick vom südwestl. Ortsrand auf den Pöhlberg

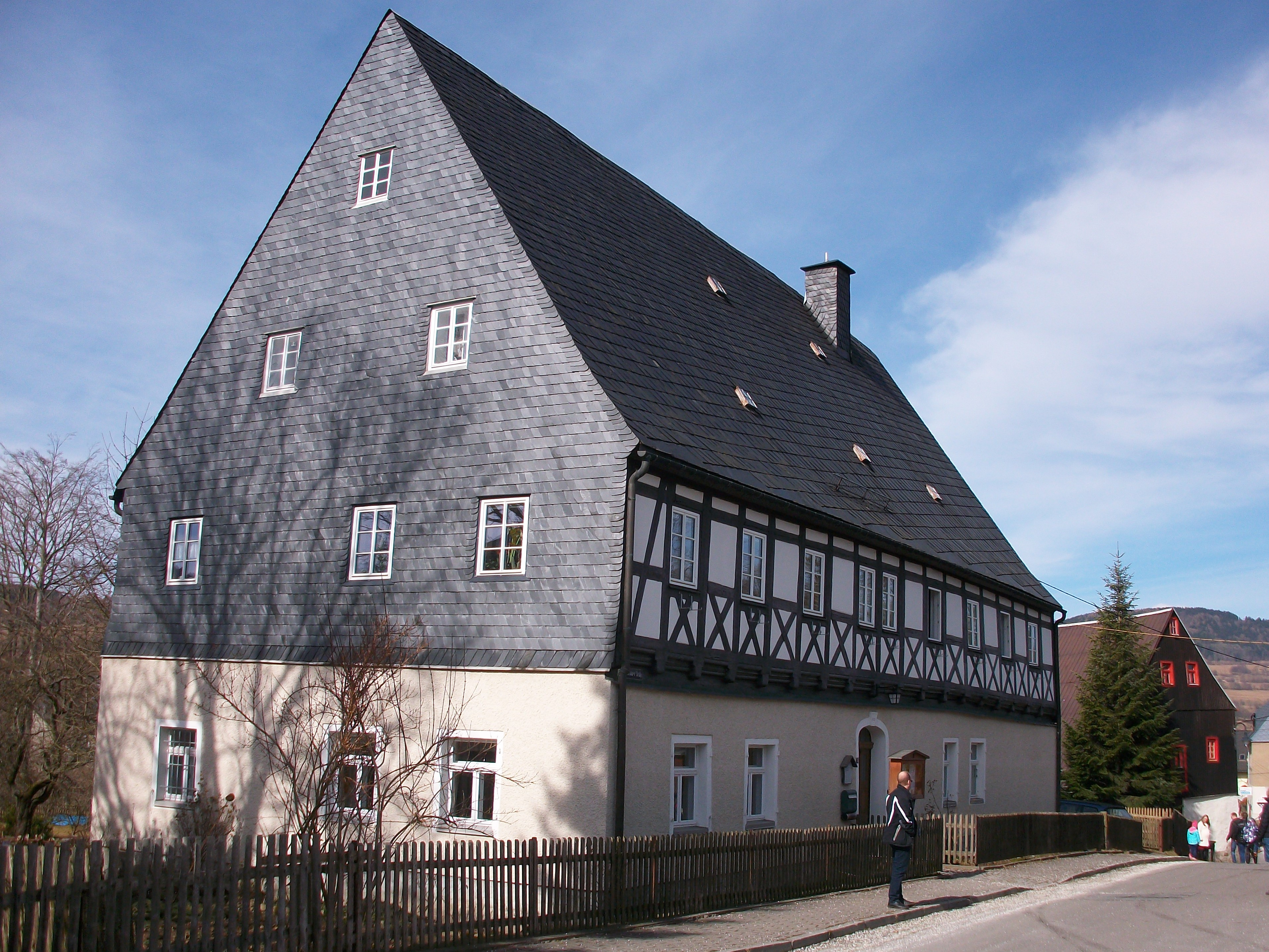
Pfarrhaus Königswalde

Um 1200 erfolgte die Besiedelung des rechts des Pöhlbaches (Osten) gelegenen Ortsteiles. Der Ort stand unter der Herrschaft der Waldenburger und wurde Lichtenhain genannt. 1291 wurde Lichtenhain erstmals urkundlich erwähnt. Nach dem Aussterben der Waldenburger kamen ihre Besitzungen und mit ihnen die östlich des Pöhlbachs gelegene Seite im Jahr 1479 an das kursächsische Amt Wolkenstein. 1512 wurde der östliche Teil von Paul von Thumbshirn an die Stadt Annaberg veräußert. Der Ortsteil wurde Ratsseite genannt. 1523 erfolgte auf der Ratsseite der Bau einer Kirche, die zunächst Filialkirche der Mildenauer Pfarre war. Die Brettmühle südlich des Orts an der Straße nach Bärenstein wurde im Jahr 1536 durch den Rat der Stadt Annaberg errichtet.
Der links des Pöhlbaches gelegene Teil wurde um 1250 besiedelt und gehörte ursprünglich als Teil des Schlosses Schlettau zu Böhmen. Dieser Teil wurde in einer kaiserlichen Urkunde von 1379 erstmals als „Kunigswald“ erwähnt und kam im Jahr 1413 zum Kloster Grünhain. Mit der Auflösung des Klosters Grünhain im Zuge der Säkularisation kam die Westhälfte von Königswalde im Jahr 1536 an das neu gegründete Amt Schlettau, das kurze Zeit darauf im Amt Grünhain aufging. Der Ortsteil wurde später als Amtsseite bezeichnet.
Mit der Leipziger Teilung 1485 kam die Ratsseite zu den Albertinern (Amt Wolkenstein), die Amtsseite zu den Ernestinern (Amt Schlettau). Im Jahr 1529 erfolgte im Gebiet des Klosters Grünhain westlich des Pöhlbachs, das ernestinisch war, die Einführung der Reformation. Das albertinische Gebiet östlich des Pöhlbachs war bis 1539 weiterhin katholisch. Die Einwohner der Amtsseite auf der ernestinischen, evangelischen Seite des Pöhlbachs gingen nun in die albertinische, katholische Seite von Königswalde in den Gottesdienst. Der albertinische Herzog Georg von Sachsen schloss im Jahr 1530 die Königswalder Kirche, da er die neue Lehre auf seinem Territorium verbot. Die Kirche wurde erst nach seinem Tod im Jahr 1539 wieder geöffnet. Seitdem hatten beide Ortsteile eine gemeinsame evangelische Kirche. Nach der Wittenberger Kapitulation 1547 wurde die Amtsseite als Teil des Amts Grünhain ebenfalls albertinisch. Der Pöhlbach blieb bis ins 19. Jahrhundert die Verwaltungsgrenze der beiden Orte. Während die östliche Ratsseite und die Brettmühle bis 1856 im kursächsischen bzw. königlich-sächsischen Amt Wolkenstein lagen, gehörte die westliche Amtsseite bis 1856 zum kursächsischen bzw. königlich-sächsischen Amt Grünhain (Unteramt Schlettau). Ab 1856 gehörte der gesamte Ort zum Gerichtsamt Annaberg und ab 1875 zur Amtshauptmannschaft Annaberg.
Am 3. August 1872 wurde die Station Königswalde im Südwesten des Orts gemeinsam mit der Bahnstrecke Vejprty–Annaberg-Buchholz unt Bf eröffnet. Mit der Eröffnung der Bahnstrecke Abzw Plattenthal–Königswalde wurde am 15. Mai 1928 im Norden von Königswalde der Güterbahnhof Königswalde (Erzgeb) unt Bf als Endpunkt der als Plattentalbahn bezeichneten Bahnstrecke eröffnet. Der Bahnhof Königswalde (Erzgeb) trug seitdem den Namen Königswalde (Erzgeb) ob Bf. Während der untere Bahnhof bereits am 13. April 1951 wieder außer Betrieb genommen wurde, erfolgte die Auflassung des oberen Bahnhofs am 27. September 1998.
Durch die zweite Kreisreform in der DDR kam Königswalde im Jahr 1952 zum Kreis Annaberg im Bezirk Chemnitz (1953 in Bezirk Karl-Marx-Stadt umbenannt), der ab 1990 als sächsischer Landkreis Annaberg fortgeführt wurde und 2008 im Erzgebirgskreis aufging. Seit 1996 bilden die Gemeinden Königswalde und Bärenstein die Verwaltungsgemeinschaft Bärenstein-Königswalde.

### Einwohnerentwicklung
Am 3. Oktober 1990 zählte Königswalde 2.356 Einwohner. Folgende Einwohnerzahlen beziehen sich auf den 31. Dezember des voranstehenden Jahres:
| 1993 bis 1997 - 1993 – 2.279 - 1994 – 2.298 - 1995 – 2.316 - 1996 – 2.358 - 1997 – 2.408 | 1998 bis 2002 - 1998 – 2.418 - 1999 – 2.388 - 2000 – 2.424 - 2001 – 2.434 - 2002 – 2.426 | 2003 bis 2007 - 2003 – 2.452 - 2004 – 2.412 - 2005 – 2.390 - 2006 – 2.384 - 2007 – 2.400 | ab 2009 - 2009 – 2.342 - 2012 – 2.295 - 2013 – 2.301 |

 Quelle: Statistisches Landesamt des Freistaates Sachsen

## Politik

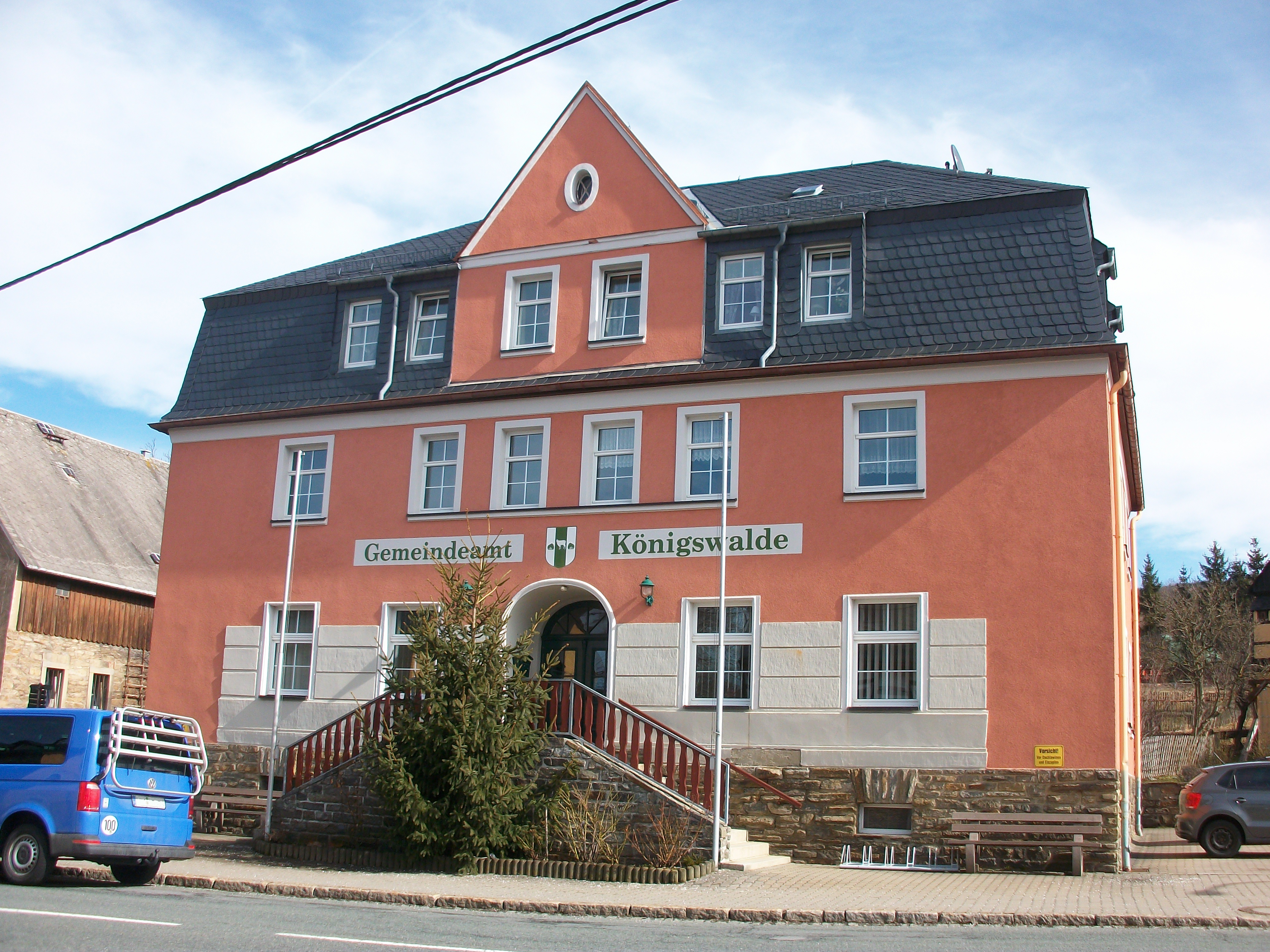
Gemeindeamt Königswalde

- UB: 3
- FFW: 3
- Sport: 3
- CDU: 5

### Gemeinderat
Seit der Gemeinderatswahl am 9. Juni 2024 verteilen sich die 14 Sitze des Gemeinderates folgendermaßen auf die einzelnen Gruppierungen:
- CDU: 5 Sitze
- Alternative Liste Sport: 3 Sitze
- Wählervereinigung Unabhängige Bürger: 3 Sitze
- Freie Wählergemeinschaft Feuerwehr: 3 Sitze

| Liste                                    | 2024   | 2024   | 2019   | 2019   | 2014   | 2014   |
| Liste                                    | Sitze  | in %   | Sitze  | in %   | Sitze  | in %   |
| ---------------------------------------- | ------ | ------ | ------ | ------ | ------ | ------ |
| CDU                                      | 5      | 34,2   | 5      | 35,6   | 5      | 33,7   |
| Alternative Liste Sport                  | 3      | 24,1   | 3      | 22,6   | 3      | 16,1   |
| Wählervereinigung Unabhängige Bürger     | 3      | 23,8   | 4      | 25,5   | 4      | 30,1   |
| Wählergemeinschaft Freiwillige Feuerwehr | 3      | 17,9   | 2      | 16,3   | 2      | 16,1   |
| Wahlbeteiligung                          | 77,8 % | 77,8 % | 75,7 % | 75,7 % | 63,0 % | 63,0 % |

### Bürgermeister
Seit 2013 ist der Landtagsabgeordnete (seit 2014) Ronny Wähner Bürgermeister von Königswalde.
| Wahl | Bürgermeister  | Vorschlag | Wahlergebnis (in %) |
| ---- | -------------- | --------- | ------------------- |
| 2020 | Ronny Wähner   | CDU       | 97,8                |
| 2013 | Ronny Wähner   | CDU       | 99,2                |
| 2008 | Wolfgang Hotze | UB        | 89,7                |
| 2001 | Wolfgang Hotze | UB        | 73,2                |
| […]  |                |           |                     |
| 1994 | Wolfgang Hotze | parteilos | 75,9                |

## Kultur und Sehenswürdigkeiten

### Bauwerke
- Sankt-Trinitatis-Kirche
- siehe auch: Liste der Kulturdenkmale in Königswalde

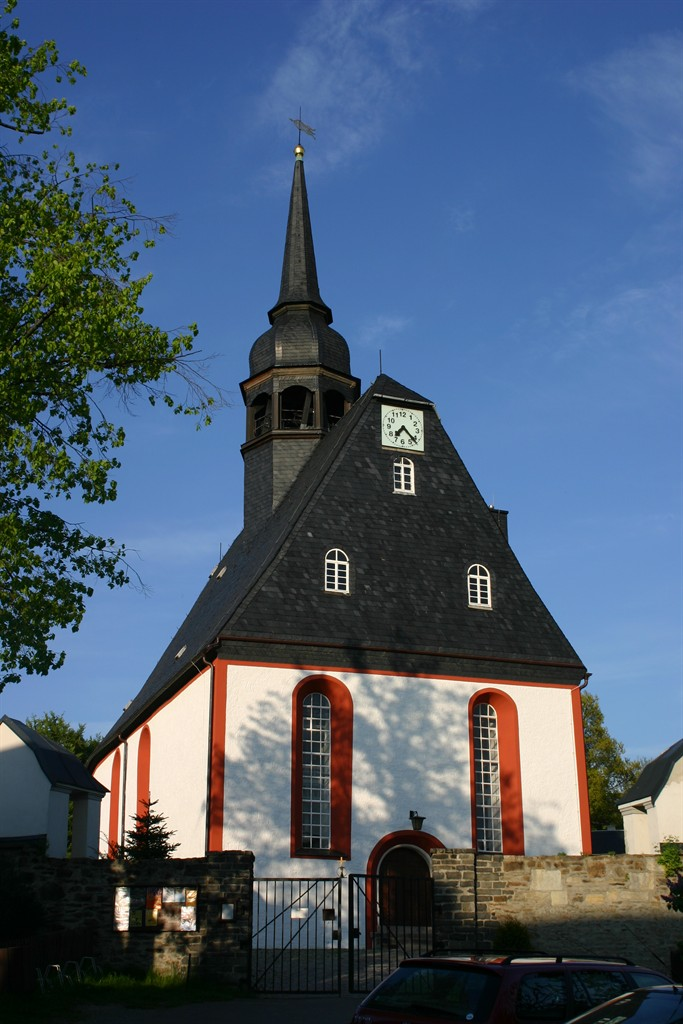
Evangelisch-lutherische Sankt-Trinitatis-Kirche

### Gedenkstätten

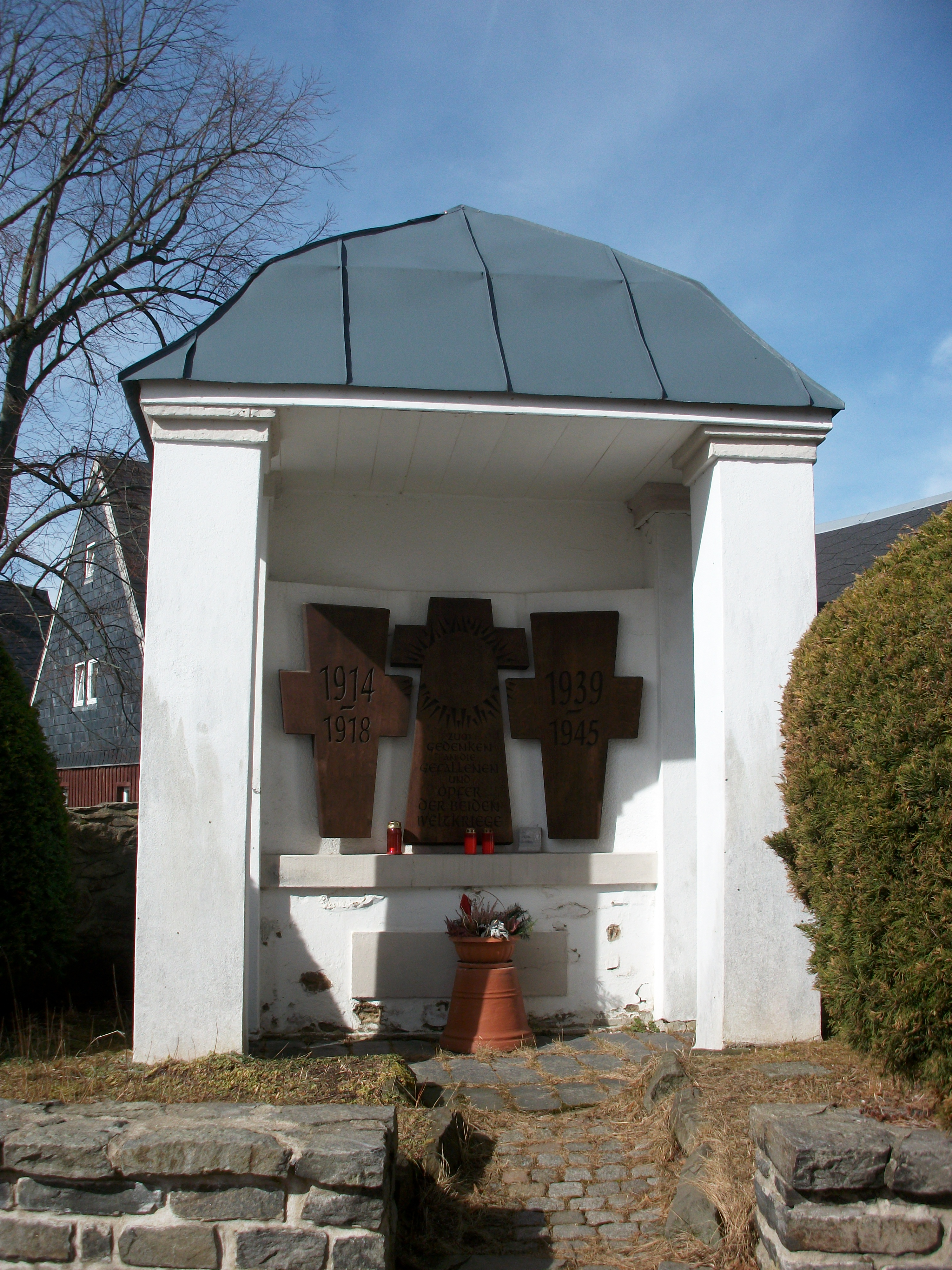
Königswalde, Denkmal 1. und 2. Weltkrieg

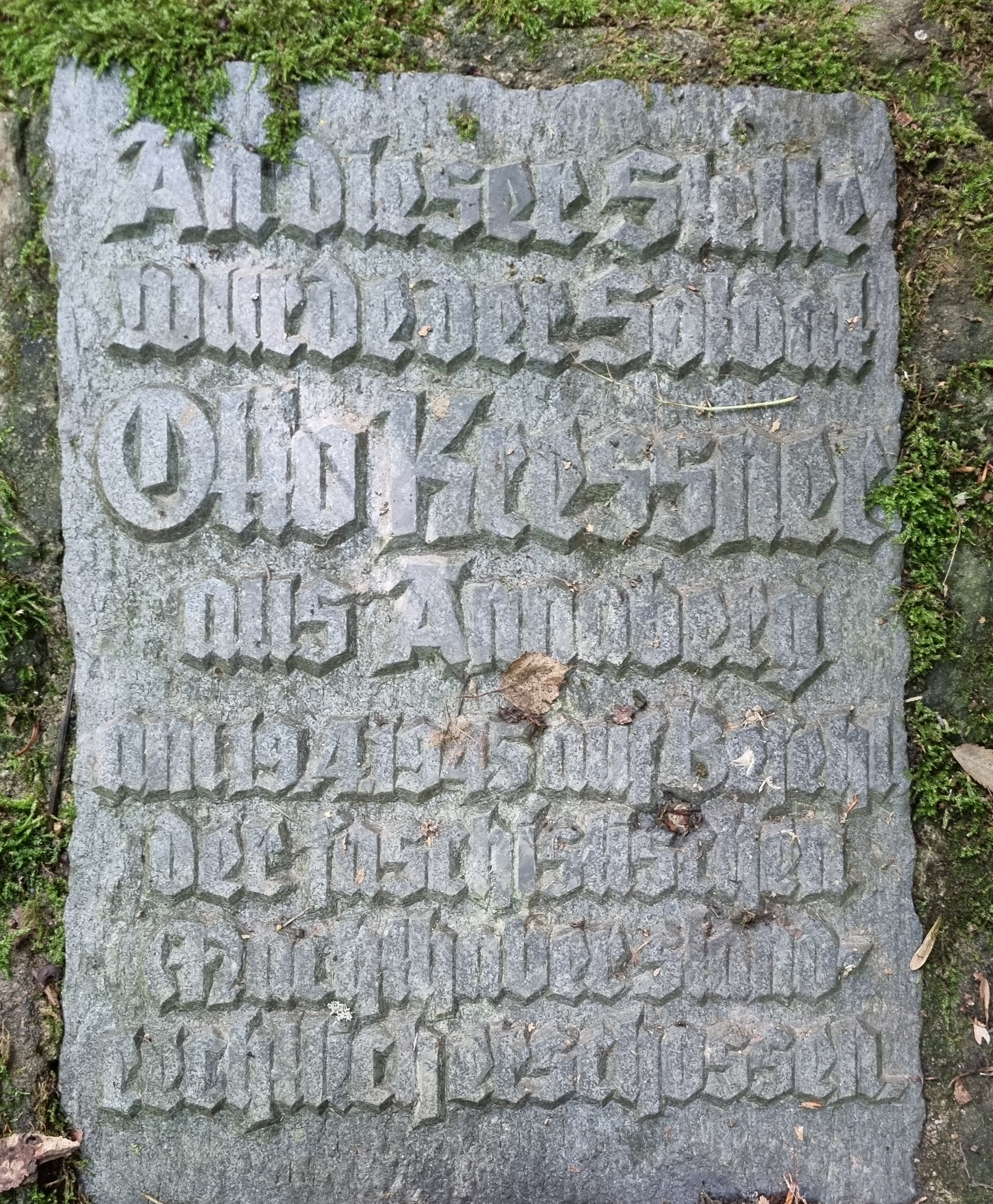
Gedenkstein für Otto Kressner am Brettmühlenweg in Königswalde

- Gedenkstein am Brettmühlenweg, Nähe August-Bebel-Straße 40, zur Erinnerung an den Wehrmachtssoldaten Otto Kressner aus Annaberg (* 17. Oktober 1902), der an dieser Stelle im April 1945 von SS-Männern getötet wurde, weil er seinen Urlaub um zwei Tage überschritten hatte.
- Denkmal für die Gefallenen des Ersten und Zweiten Weltkriegs auf dem Friedhof

### Tourismus
Königswalde wird von zwei überregionalen bzw. einem regionalen Wander- bzw. Radweg tangiert:
- Die Etappe 7 des Kammwegs Erzgebirge-Vogtland von Satzung nach Bärenstein[9] verläuft durch das Tal des Conduppelbachs über Brettmühle und dann in Richtung Kühberg
- Der Stoneman Miriquidi, die anspruchsvollste Mountainbikestrecke im Erzgebirge, verläuft auf dem Abschnitt Pöhlberg – Bärenstein durch den westlichen Ortsteil von Königswalde über Brettmühle nach Kühberg.[10][11]
- Der Annaberger Landring (Westteil) verläuft östlich von Königswalde, dann durch Brettmühle und anschließend durch das Tal des Conduppelbachs nach Jöhstadt.[12]

Königswalde war bis 2018 staatlich anerkannter Erholungsort.

### Naturschutz
- Siehe auch: Liste der Naturdenkmale in Königswalde

## Wirtschaft und Infrastruktur
Jahrhundertelang bestimmt die Landwirtschaft den Ort. Im 19. Jahrhundert siedelten sich im Tal einige Industriebetriebe an, darunter die 1892 erwähnte Pangratz'sche Glasschleifmühle. Meist waren die Einwohner in den Nachbarorten beschäftigt.
Am 18. Januar 2008 erhielt Iris Sellke – Pächterin des Gasthof & Pension Brettmühle – den Sächsischen Gründerinnenpreis 2008. Der Medizinprodukte-Hersteller Imeco hat seit 1990 eine Produktionsstätte in Königswalde.

### Verkehr

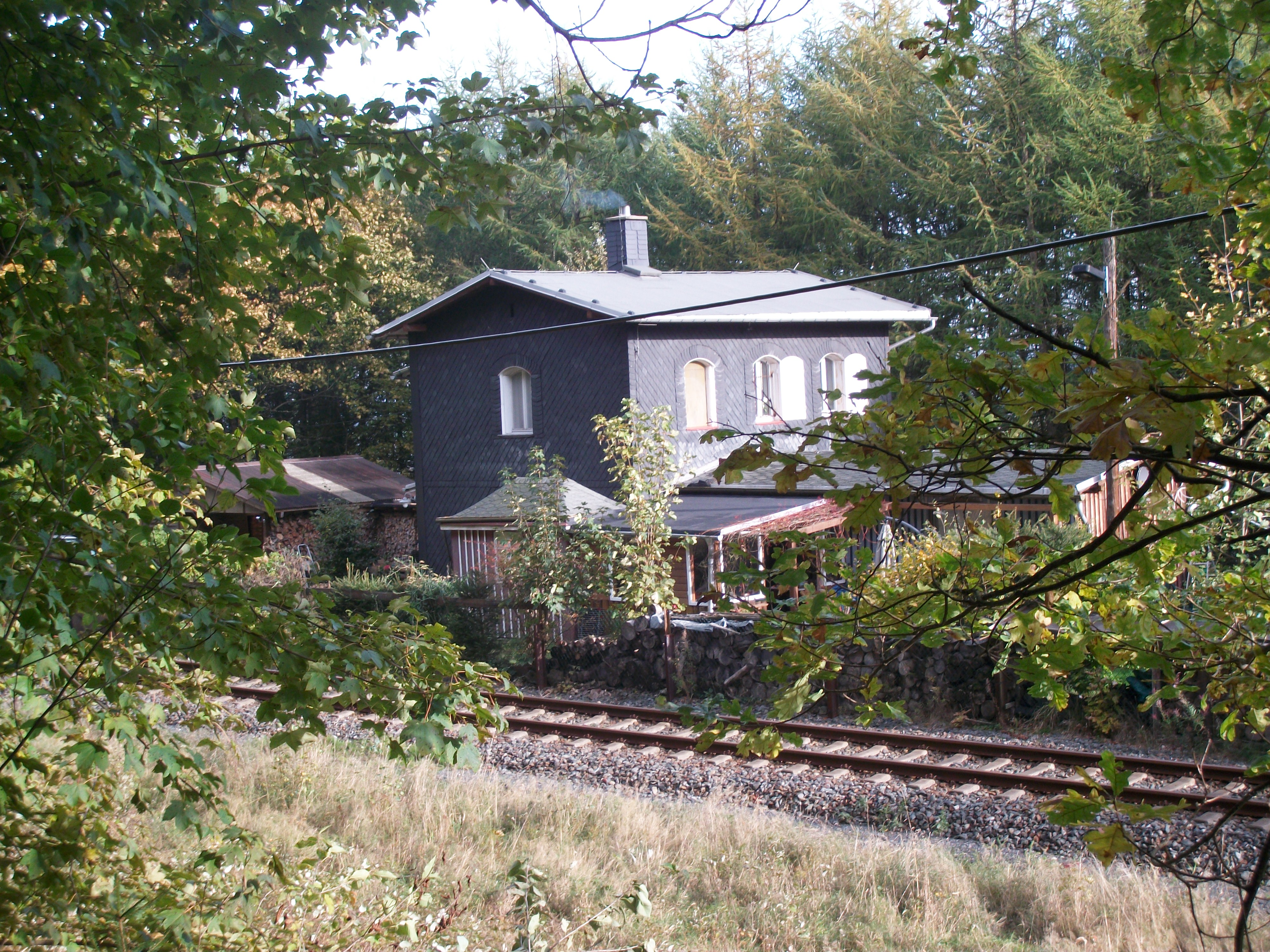
Königswalde (Erzgeb) ob Bf (2016)

Den Bahnanschluss erhielt Königswalde 1872 an die Zschopautalbahn. Dieser obere Bahnhof lag jedoch 180 Meter (bei 703 m ü. NN) über der Ortslage. 1928 wurde darum die im Pöhlbachtal verlaufende Plattentalbahn bis Königswalde verlängert. Dieser untere Bahnhof bestand bis 1951, dann wurde die Strecke wieder abgebaut. Der obere Bahnhof wurde im Jahr 1998 aufgelassen.

## Persönlichkeiten
- Sigismund Scherertz (1584–1639), Geistlicher und Schriftsteller
- Christian Lehmann (1611–1688), Pfarrer und bedeutender Chronist des Erzgebirges
- Bruno Herrmann (1870–1927), Mundartdichter, Kammerrat und Bürgermeister
- Lothar Reppel (* 1926), Pharmazeut und ehemaliger Hochschullehrer
- Helmut Brückner (* 1952), Heimatforscher, Kunsthandwerker, Sachbuchautor und Maler
- Katharina Hennig (* 1996), Skilangläuferin, Olympiasiegerin 2022